# Ескалона
Ескалона (ісп. Escalona) — муніципалітет в Іспанії, у складі автономної спільноти Кастилія-Ла-Манча, у провінції Толедо. Населення — 3523 особи (2010).
Муніципалітет розташований на відстані близько 65 км на південний захід від Мадрида, 47 км на північний захід від Толедо.
На території муніципалітету розташовані такі населені пункти: (дані про населення за 2010 рік)
- Ескалона: 1977 осіб
- Альморохуело: 49 осіб
- Карраскілья-Конехерос: 98 осіб
- Кастільйо-де-Ескалона: 193 особи
- Сігарралес-дель-Альберче: 7 осіб
- Мірагредос: 235 осіб
- Плая-де-Ескалона: 104 особи
- Прім'є: 67 осіб
- Рібера-дель-Альберче: 662 особи
- Вега-де-Ескалона: 65 осіб
- Вільярта: 62 особи
- Ескалона-Гольф: 4 особи

## Демографія
Динаміка населення (INE ):

## Галерея зображень

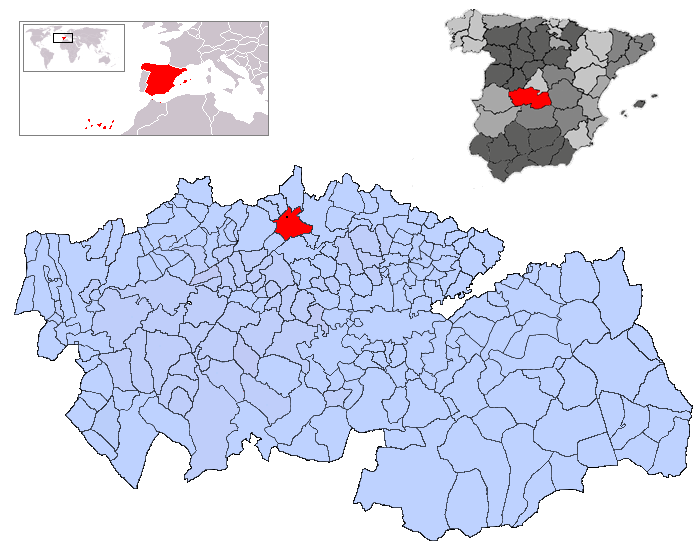
Розташування муніципалітету у провінції Толедо